# Ptilotrichum purpureum
Ptilotrichum purpureum là một loài thực vật có hoa trong họ Cải. Loài này được (Lag. & Rodr.) Boiss. miêu tả khoa học đầu tiên năm 1838.